# Joseph Zigman
Joseph „Joe“ Zigman (geboren am 11. Oktober 1916; gestorben am 1. Dezember 1996 in Oxnard, Kalifornien) war ein US-amerikanischer Regisseur, Produktionsleiter und Filmeditor.

## Leben
Joseph Zigman arbeitete vor dem Zweiten Weltkrieg als Filmeditor. Er trat dann in die US Navy ein, wo er in der von John Ford geleiteten „Field Photographic Branch“ der OSS diente. Dort lernte er Budd und Stuart Schulberg kennen, mit denen ihn eine lebenslange Freundschaft verbinden sollte. Im September 1945 wurde Zigman nach Deutschland versetzt, wo er in Nürnberg gemeinsam mit Robert Parrish, Robert Webb und Patty O’Heir das von den Schulberg-Brüdern zusammengetragene Bewegtbildmaterial zusammenzustellen und bearbeiten sollte. Das Team schnitt die Filme Der Nazi-Plan und Nazi-Konzentrationslager. Die Filme waren filmische Beweismittel der Anklage im Nürnberger Prozess gegen die Hauptkriegsverbrecher.
Im Frühjahr 1947 schnitt Zigman für Stuart Schulberg den offiziellen Film über den Prozess, der 1948 unter dem Titel Nürnberg und seine Lehre veröffentlicht wurde. Danach schnitt Zigman in der von Stuart Schulberg geleiteten Dokumentarfilmabteilung der US-Militärregierung Entnazifizierungs- und Umerziehungsfilme für das deutsche Publikum. Nach Schulbergs Versetzung nach Paris leitete Zigman die Abteilung bis 1950 selbst. Er ging dann nach München, wo er für Erich Pommer an der Produktion der Fernsehserie Flash Gordon als Produktionsleiter, Filmeditor und Regisseur arbeitete.
1954 kehrte Zigman mit seiner Familie in die Vereinigten Staaten zurück, wo er zunächst nach Hollywood ging. Später zog er nach New York City, wo er mit Eric Sevareid für CBS am Nachrichten-Format The American Week arbeitete. Für CBS arbeitete er bald als Produktionsleiter, Regisseur und Editor an Nachrichtensendungen und weiteren Formaten. Ende der 1950er Jahre schnitt er Nicholas Rays und Budd Schulbergs Öko-Drama Sumpf unter den Füßen. Für die Produktion verschiedener Bildungsfilme bereiste er unter anderem Sierra Leone und Tansania. Chet Huntley holte Zigman Anfang der 1960er Jahre zurück nach New York, wo er mit Huntley an mehreren Dokumentarfilmen arbeitete. Danach arbeitete Zigman viele Jahre im Produktionsteam von Walter Cronkites CBS Evening News.
1981 zog sich Zigman ins Privatleben zurück und verbrachte die letzten 15 Jahre im kalifornischen Oxnard. Dort starb er Ende Dezember 1996 im Alter von 80 Jahren. Er hinterließ seine Frau Regina, eine Tochter, einen Sohn sowie vier Enkelkinder.

## Filmografie
Filmeditor
- 1945: Der Nazi-Plan (The Nazi Plan; Dokumentarfilm)
- 1945: Nazi-Konzentrationslager (Nazi Concentration Camps; Dokumentarfilm)
- 1948: Nürnberg und seine Lehre (Nuremberg: its Lesson for Today; Dokumentarfilm)
- 1956: World in Crisis (Fernsehspecial)
- 1958: Sumpf unter den Füßen (Wind Across the Everglades)

Regie
- 1954–1955: Flash Gordon (Fernsehserie)
- 1962: Outlook (Fernsehserie, 1 Episode)